# 最佳損友
《最佳損友》是一套1988年的香港電影，由王晶自編自導。此電影是邱淑貞第一部主演的電影。曾經流行一時的用語"香蕉你個芭樂（或拔辣）"就是因本片而流行，其用意是把髒話水果化、笑料化。香港收获2182万港币，位列香港年度华语片第九位。续集《最佳損友闖情關》同年12月上映。

## 情节
徐定貴是徐定富之同父異母弟弟，自幼在美長大，當臨時演員過活，及後其父去世，叔公親自赴美接他返港承繼遺產。
定富不欲與其弟均分家產，命公司三損友教壞定貴，希望使叔公對定貴失望，以便獨吞家族產業。三人不但失敗反而與定貴成好友，並且一起泡妞、幫助徐定貴談生意，甚至後來還一起大整"教訓"徐定富。
在一連串的角力之後，定富欣賞定貴的才華，也明白弟亦非省油之燈，於是最後達成協議，兩兄弟一起打理徐氏產業。

## 演員表
| 演員   | 後期粵語配音 | 角色                             |
| ------ | ------------ | -------------------------------- |
| 劉德華 | 李學斌       | 徐定貴（徐氏企業副總經理）       |
| 翁世傑 | 朱子聰       | 徐定富（徐氏企業總經理）         |
| 馮淬帆 | 馮淬帆       | 牛精帆（台灣為牛頭帆）           |
| 陳百祥 | 陳百祥       | 譚室超（鹹濕超）（台灣為豬哥超） |
| 曹查理 | 盧 雄        | 仇厚奇（臭口奇）（台灣為臭皮奇） |
| 成奎安 | 金 貴        | 屈原                             |
| 吳君如 | 龍寶鈿       | 李露媚／Dorlina（台灣為萬人迷）  |
| 唐麗球 | 唐麗球       | Happy                            |
| 邱淑貞 | 盧素娟       | 屈豆豆                           |
| 陳玉蓮 | 陳玉蓮       | Joanna（台灣為喬安娜）           |
| 許英秀 | 金 貴        | 叔公                             |
| 黃 霑  | 陳永信       | 神父                             |
| 羅青浩 | 陳永信       | 大蛇恩（台灣為蛇王恩）           |
| 杜少明 | 朱子聰       | 催眠專家 成日瞓                  |
| 羅浩楷 | 陳永信       | Simon                            |

## 外部連結
- 香港影庫上《最佳損友》的資料（繁體中文）
- 開眼電影網上《最佳損友》的資料（繁體中文）
- 豆瓣电影上《最佳損友》的資料 （简体中文）
- 时光网上《最佳損友》的資料（简体中文）
- AllMovie上《最佳損友》的资料（英文）
- 爛番茄上《最佳損友》的資料（英文）
- 互联网电影数据库（IMDb）上《最佳損友》的资料（英文）